# Central solar Thémis

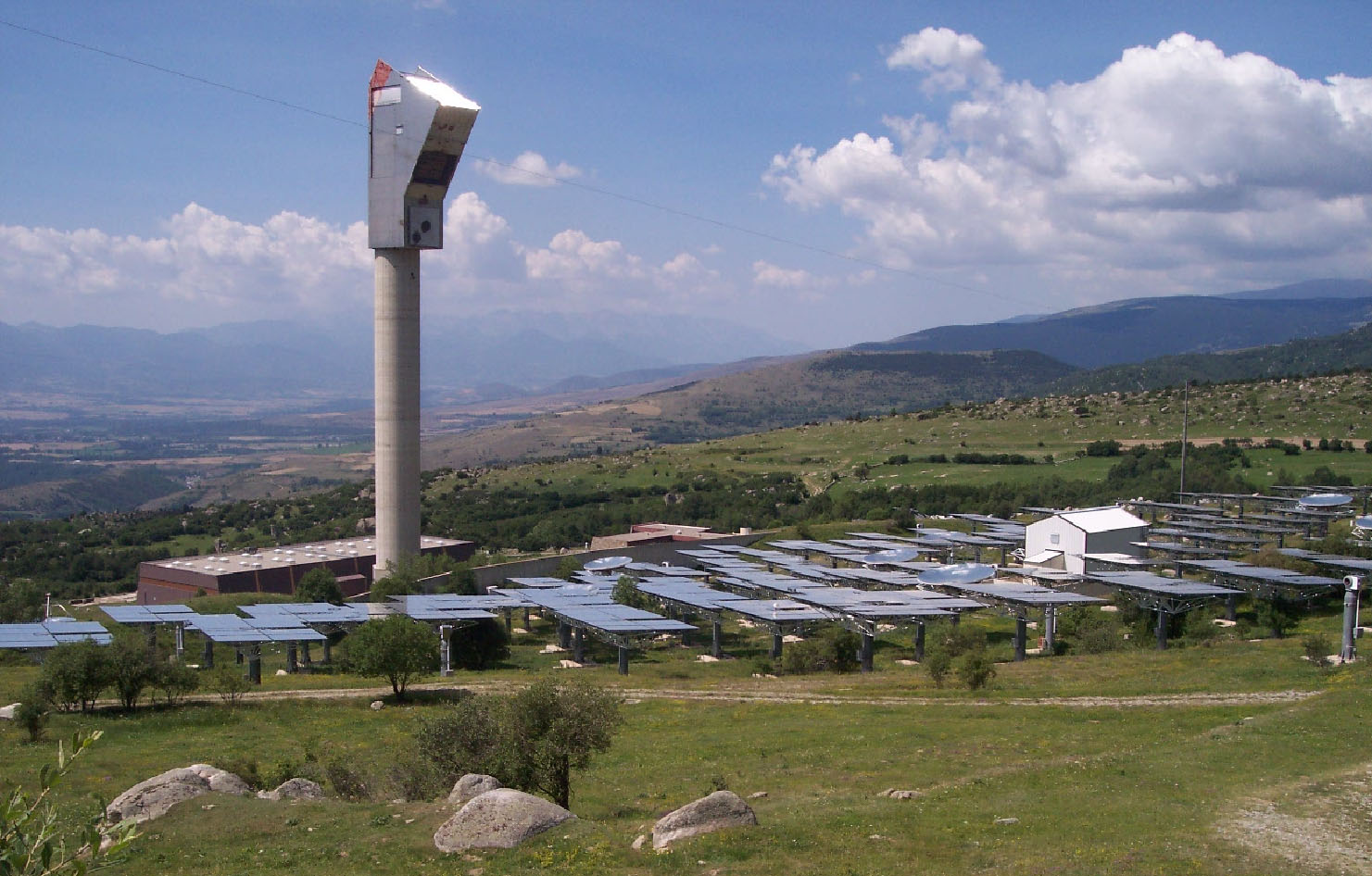
La central térmica solar Thémis.

La central solar Thémis es una planta de producción de energía eléctrica transformando la energía solar natural con una salida de energía de 2,5 MW, situada en Targassonne (Francia), próxima al horno solar de Odeillo. Dependiente de la compañía Électricité de France (EDF) y con el asesoramiento del CNRS, produjo electricidad de 1983 a 1986, parándose el 30 de septiembre por falta de rentabilidad, en parte debido a problemas con el precio del líquido refrigerante.
La construcción se inició en 1979 con un coste  de 300 millones de francos franceses, estando formada por 201 espejos que calentaban una caldera (alineada con los tubos de líquido refrigerante) situada en la parte superior de la torre principal de la central, de 100 m de altura, donde el líquido refrigerante (sales fundidas) transportaba la energía térmica a un generador de vapor que accionaba una turbina eléctrica. 
Las sales fundidas eran nitrato de potasio (el 53 %), nitrito de sodio (el 40 %) y nitrato de sodio (el 7 %). La temperatura de entrada del líquido refrigerante era de 250 °C aproximadamente y de 450 °C de salida. El vapor producido en el generador era de unos 50 bars y 430 °C.
Thémis fue parada en su proceso transformador pero ha sido utilizada habitualmente con fines pedagógicos didácticos científicos, por estudiosos astrónomos, para observar, medir y estudiar los rayos gamma en el cosmos y la atmósfera.
Recientemente fue ideado un programa de rehabilitación, debido a los altos precios del petróleo, por parte del Centre national de la recherche scientifique y las diferentes autoridades políticas locales y regionales de los Pirineos Orientales.
Thémis actualmente conserva sus 201 espejos reflectantes, de 53,70 m² cada uno, que cubren 11 800 m², y los heliostatos que transmiten la energía solar hacia el "target" en la parte superior de la torre de la central.
El proyecto de rehabilitación contempla reparar la mitad de los heliostatos para desarrollar una energía de 1 MW mediante una turbina de gas instalada en la torre de la central y substituir la otra mitad de los espejos por paneles fotovoltaicos.